# Bin El Ouiden
Bir El Ouiden (em árabe: بين الويدان) é uma comuna localizada na província de Skikda, Argélia. De acordo com o censo de 2008, a população total da cidade era de 21 629 habitantes.